# Marseillais (région naturelle)
Pour les articles homonymes, voir Marseillais.
Le Marseillais est une région naturelle de France située dans la région Provence-Alpes-Côte d'Azur, au sud du département des Bouches-du-Rhône. Le pays doit son nom à la ville de Marseille qui en est le cœur géographique.

## Situation
Le Marseillais est entouré des régions naturelles suivantes : 

## Topographie
Cette région naturelle comprend tout le sud-est du département des Bouches-du-Rhône. La ville de Marseille s'est développée dans un bassin argilo-marneux et calcaire enserré de massifs montagneux : massif de Marseilleveyre,  massif d'Allauch, plateau de la Mure, massif de l'Étoile et la chaîne de l'Estaque qui est aussi bordée par l'étang de Berre à l'ouest. À l'est le pays se prolonge dans la vallée de l'Huveaune et s'arrête au pied du massif de la Sainte-Baume.